# Departamento de Vélez (Santander)
Vélez fue uno de los departamentos en que se dividía el Estado Soberano de Santander (Colombia). Tenía por cabecera a la ciudad de Vélez. El departamento comprendía territorio de la actual región santandereana de Vélez.

## División territorial
El departamento al momento de su creación (1859) estaba dividido en los distritos de Vélez (capital), Aguada, Bolívar, Cite, Chipatá, Guavatá, Jesús María, La Paz, Puente Nacional y San Benito.
El 30 de septiembre de 1870 fue cedido al gobierno nacional el territorio de Bolívar, segregando del departamento de Vélez los corregimientos de Bocas del Carare, Bolívar, Cuevas y Landázuri.